# Ingolf Steffan-Dewenter
Ingolf Steffan-Dewenter (* 1964) ist ein deutscher Biologe, Zoologe und Professor für Tierökologie und Tropenbiologie an der Julius-Maximilians-Universität Würzburg.

## Leben und Ausbildung
Nach einer Ausbildung zum Tierwirt – Fachrichtung Bienenhaltung – in Mayen studierte Steffan-Dewenter Biologie an der Universität Karlsruhe und promovierte 1997 in Zoologie, Botanik und Agrarökologie an der Georg-August Universität Göttingen. Dort arbeitete er von 1997 bis 2006 in der Abteilung für Agrarökologie als wissenschaftlicher Mitarbeiter und Dozent. Im Jahr 2002 habilitierte er sich für das Fachgebiet Ökologie und folgte 2006 einem Ruf an die Universität Bayreuth auf die Professur für Populationsökologie der Tiere. Seit 2010 ist er Leiter des Lehrstuhls Zoologie III und Professor für Tierökologie und Tropenbiologie am Theodor-Boveri-Institut des Biozentrums der Julius-Maximilians-Universität Würzburg. Von 2021 bis 2023 war er Dekan der Fakultät für Biologie und von 2021 bis 2024 Mitglied im DFG Fachkollegium Zoologie.

## Forschungstätigkeit
Steffan-Dewenter befasst sich mit zentralen Fragen der Ökologie im Kontext des globalen Wandels. Er untersucht den Einfluss räumlicher, zeitlicher und biotischer Faktoren auf die Verteilung von Artenvielfalt, den Zusammenhang zwischen Biodiversität und Ökosystemfunktionen sowie die Folgen von Landnutzung und Klimawandel auf terrestrische Ökosysteme. Seine Arbeiten kombinieren großskalige Landschaftsanalysen mit experimentellen Ansätzen. Der Schwerpunkt liegt dabei auf den komplexen Wechselbeziehungen zwischen Pflanze und Insekten. Seine Forschung trägt zum Erhalt der Artenvielfalt und der Förderung von Ökosystemleistungen bei. Dabei sucht er gezielt nach neuen Wegen für eine nachhaltige Landnutzung, um den Erhalt von Biodiversität und Ökosystemleistungen wie Bestäubung, biologischer Schädlingskontrolle und Bodenfruchtbarkeit mit den menschlichen Bedürfnissen nach Nahrung und einer intakten Umwelt in Einklang zu bringen. Steffan-Dewenter hat stringente Freilandstudien entwickelt, die ein langfristiges Monitoring von Ökosystemveränderungen ermöglichen, und kombiniert diese mit Freilandexperimenten zur Simulation klimatischer Extremereignisse unter zukünftigen Klimaszenarien. In einem weiteren Forschungsfelder erforscht Steffan-Dewenter grundlegende Fragen zu den Folgen des globalen Klimawandels entlang von Höhengradienten.

## Projekte
Steffan-Dewenter ist mit seiner Arbeitsgruppe an zahlreichen Verbundprojekten beteiligt und hat viele davon initiiert und koordiniert, darunter das EU-Projekt Safeguard zum Schutz der Bestäuberdiversität in Europa und das Projekt LandKlif  im Rahmen des Bayerischen Klimaforschungsnetzwerkes (bayklif).
- Laufende und abgeschlossene Projekte

## Publikationslisten
- Google-Scholar-Profil
- ORCID

## Ausgewählte Publikationen
- B. Rutschmann, P. L. Kohl, I. Steffan-Dewenter: Foraging distances, habitat preferences and seasonal colony performance of honeybees in Central European forest landscapes. In: Journal of Applied Ecology. Band 60, 2023, S. 1056–1066. doi:10.1111/1365-2664.14389
- D. Sponsler, A. Iverson, I. Steffan-Dewenter: Pollinator competition and the structure of floral resources. In: Ecography. 2023. doi:10.1111/ecog.06651
- C. Vogel, V. Mayer, M. Mkandawire, G. Küstner, R. B. Kerr, J. Krauss, I. Steffan-Dewenter: Local and landscape scale woodland cover and diversification of agroecological practices shape butterfly communities in tropical smallholder landscapes. In: Journal of Applied Ecology. Band 60, 2023, S. 1659–1672. doi:10.1111/1365-2664.14446
- U. Fricke, S. Redlich, J. Zhang, C. S. Benjamin, J. Englmeier, C. Ganuza, M. Haensel, R. Riebl, S. Rojas-Botero, C. Tobisch, J. Uhler, L. Uphus, I. Steffan-Dewenter: Earlier flowering of winter oilseed rape compensates for higher pest pressure in warmer climates. In: Journal of Applied Ecology. Band 60, 2022, S. 365–375. doi:10.1111/1365-2664.14335
- C. Ganuza, S. Redlich, J. Uhler, C. Tobisch, S. Rojas-Botero, M. K. Peters, J. Zhang, C. S. Benjamin, J. Englmeier, J. Ewald, U. Fricke, M. Haensel, J. Kollmann, R. Riebl, L. Uphus et al.: Interactive effects of climate and land use on pollinator diversity differ among taxa and scales. In: Science Advances. Band 8, 2022, S. eabm9359. doi:10.1126/sciadv.abm9359
- S. Redlich, J. Zhang, C. Benjamin, M. S. Dhillon, J. Englmeier, J. Ewald, U. Fricke, C. Ganuza, M. Haensel, T. Hovestadt, J. Kollmann, T. Koellner, C. Kübert-Flock, H. Kunstmann, A. Menzel et al.: Disentangling effects of climate and land use on biodiversity and ecosystem services - A multi-scale experimental design. In: Methods in Ecology and Evolution. Band 13, 2022, S. 514–527. doi:10.1111/2041-210X.13759
- S. König, J. Krauss, A. Keller, L. Bofinger, I. Steffan-Dewenter: Phylogenetic relatedness of food plants reveals highest insect herbivore specialization at intermediate temperatures along a broad climatic gradient. In: Global Change Biology. Band 28, 2022, S. 4027–4040. doi:10.1111/gcb.16199
- J. Vansynghel, C. Ocampo-Ariza, B. Maas, E. A. Martin, E. Thomas, T. Hanf-Dressler, N. C. Schumacher, C. Ulloque-Samatelo, F. F. Yovera, T. Tscharntke, I. Steffan-Dewenter: Quantifying services and disservices provided by insects and vertebrates in cacao agroforestry landscapes. In: Proceedings of the Royal Society B. Biological Sciences. 289, 2022. doi:10.1098/rspb.2022.1309
- F. A. Boetzl, J. Krauss, J. Heinze, H. Hoffmann, J. Juffa, S. König, E. Krimmer, M. Prante, E. A. Martin, A. Holzschuh, I. Steffan-Dewenter: A multitaxa assessment of the effectiveness of agri-environmental schemes for biodiversity management. In: Proceedings of the National Academy of Sciences. Band 118, 2021, S. e2016038118. doi:10.1073/pnas.2016038118
- L. Duque, E. H. Poelman, I. Steffan-Dewenter: Effects of ozone stress on flowering phenology, plant-pollinator interactions and plant reproductive success. In: Environmental Pollution. Band 272, 2021, S. 115953. doi:10.1016/j.envpol.2020.115953
- H. K. Njovu, I. Steffan-Dewenter, F. Gebert, D. Schellenberger Costa, M. Kleyer, T. Wagner, M. K. Peters: Plant traits mediate the effects of climate on phytophagous beetle diversity on Mt. Kilimanjaro. In: Ecology. Band 102, 2021, S. e03521. doi:10.1002/ecy.3521
- S. Redlich, E. A. Martin, I. Steffan‐Dewenter: Sustainable landscape, soil and crop management practices enhance biodiversity and yield in conventional cereal systems. In: Journal of Applied Ecology. Band 58, 2021, S. 507–517. doi:10.1111/1365-2664.13821